# Vajrasana

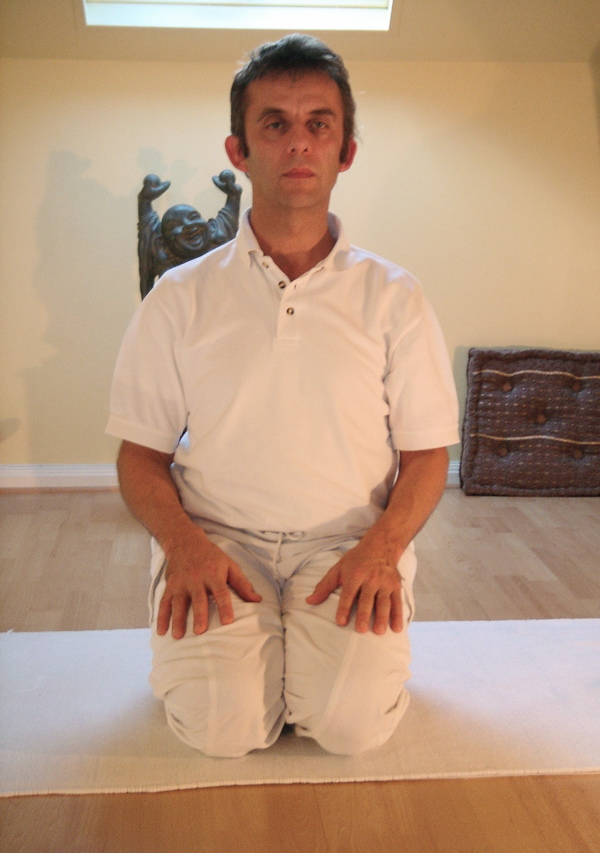
Vajrasana

Vajrasana é um termo sânscrito que descreve um asana sentado também conhecido como posição do diamante sobre as pernas juntas, que surgiu nas  práticas de meditação do hinduísmo. Foi estabelecida na tradição da ioga hindu. Existem uma posição japonesa denomina seiza.

## Execução do ássana
Neste ássana se senta sobre as pernas com as costas dos pés no chão. As mãos ficam ao lado do corpo, com as palmas das mãos descansando na terra, os dedos das mãos apontando junto para a frente. Dobre o pé direito no joelho e coloque o pé sob a nádega direita. A sola remanescerá para dentro. Similarmente dobrando o pé esquerdo, coloque-o sob a nádega esquerda. As Mãos descansam nos coxas respectivas.  Sente ereto, encontre um ponto distante na parede ou na paisagem para fixar o olhar.  Ao retornar à posição original, dobre pouco para o lado direito remova seu pé esquerdo e estenda-o. Faça o mesmo com seu pé direito e retorne à posição original.
Lembre-se ao sentar-se nos pés curvados, os calcanhares dos pés devem remanescer para fora e os dedos do pé para dentro. Solas para cima. Não se sente sobre os calcanhares.
No tratado yogico "Hatha yoga Pradipika", o aforismo de 39 encontramos a seguinte referencia ao asana:
"Alguns chamam este Siddhasana, como Vajrasana. Outros como Mukta asana ou Gupta asana"

## Preparatórios para o asana
- Sarvagana
- Shalabasana

## Posições mais fáceis
Balasana

## Variações
Malasana
Virasana
Pasasana

## Posições mais avançadas
Ustrasana